# جواد مولانیا
جواد مولانیا (زادۀ اسفند ۱۳۵۶ در شمیران) بازیگر، کارگردان، مجری، عکاس و نقاش ایرانی است. او بیشتر برای کارگردانیِ آثارِ نمایشی بر اساس اقتباس از نمایشنامه‌های اروپایی شناخته‌ شده‌ است.

## آثار

### کارگردان
• تئاتر از او خبری نیست
• خانه عروسک
• آمادئوس
• هوراشیو (هملت)| هوراشیو
• سی و یک رویا 

### بازیگر
- نوار زرد ۲
- هم سایه (مجموعه تلویزیونی) به کارگردانی محمدحسین غضنفری
- خشکسالی و دروغ به کارگردانی محمد یعقوبی
- قرمز و دیگران به کارگردانی محمد یعقوبی
- تنها راه ممکن به کارگردانی محمد یعقوبی
- گلهای شمعدانی به کارگردانی محمد یعقوبی
- یک دقیقه سکوت به کارگردانی آیدا کیخائی
- کمدی استشمامات به کارگردانی میثم عبدی
- الیور تویست به کارگردانی اصغر خلیلی
- من چه جوری ممکنه یه پرنده باشم؟ به کارگردانی روح‌الله جعفری
- نیمه تاریک ماه به کارگردانی داود بنی‌اردلان
- امشب اینجا به کارگردانی مژگان خالقی
- اولین شب آرامش به کارگردانی احمد امینی
- شبکه به کارگردانی محمود عزیزی
- مرثیه‌ای برای کتاب‌سوزی‌ها به کارگردانی علی اتحاد
- موچین به کارگردانی کاوه مظاهری
- هوراشیو به کارگردانی جواد مولانیا

### مجری
- خانه فیروزه‌ای (شبکه سه)
- پسرای ایرونی (شبکه یک)
- یخ در بهشت (شبکه یک)
- الفبای مهربونی (شبکه سه)
- مسابقه تلویزیونی چهار، سه، دو، یک (شبکه چهار)
- مسابقه تلویزیونی فامیلی (شبکه پنج)
- مسابقه تلویزیونی مردان آهنین (شبکه سه)
- شبکه همدان (عملیات غیرممکن)
- شبکه همدان (عملیات اضطراری)
- اخبار شبکه (همدان)
- تپش (همدان)
- مسابقه بی‌سابقه (همدان)
- همدان
- آب و خاک (شبکه دو)
- ترنم (شبکه یک)